# Aeroportul Bandanaira
Aeroportul Bandanaira (IATA: NDA, ICAO: WAPC) este un aeroport din Kepulauan Banda⁠(d), Maluku⁠(d), Indonezia ce deservește zona Banda Neira⁠(d).
Situat la o altitudine de 22 m, aeroportul dispune de o singură pistă.